# Qarayevkənd
Qarayevkənd è un comune dell'Azerbaigian situato nel distretto di Saatlı.